# Ратценхофер, Герта
Герта Ратценхофер (нем. Herta Ratzenhofer; 27 июня 1921 года) — фигуристка из Австрии, бронзовый призёр чемпионатов Европы 1948 и 1949 годов, пятикратная чемпионка Австрии 1943, 1946—1949 годов в парном катании. Участница зимних Олимпийских игр в 1948 году. Выступала в паре с братом Эмилем Ратценхофером

## Спортивные достижения
| Соревнования/Сезоны | 1940 | 1941 | 1942 | 1943 | 1946 | 1947 | 1948 | 1949 | 1950 |
| ------------------- | ---- | ---- | ---- | ---- | ---- | ---- | ---- | ---- | ---- |
| Зимние Олимпиады    |      |      |      |      |      |      | 9    |      |      |
| Чемпионаты мира     |      |      |      |      |      |      | 11   | 5    |      |
| Чемпионаты Европы   |      |      |      |      |      |      | 3    | 3    |      |
| Чемпионаты Австрии  | 3    | 2    |      | 1    | 1    | 1    | 1    | 1    | 3    |